# Confuciusornithidae
Confuciusornithidae, Hou et al., 1995 (Конфуціорнісові) — родина примітивних викопних птахів, що утворює монотипічну родину Confuciusornithiformes. Мешкали у ранній крейді (131-120 млн років тому) на території сучасного Китаю. Більшість викопних зразків містять відбитки пір'їн. Характерним для родини є пара стрічкоподібних пір'їн на хвості.

## Класифікація
Станом на 2008 рік відомо сім видів у чотирьох родах
.
- Changchengornis
  - Changchengornis hengdaoziensis
- Confuciusornis
  - Confuciusornis sanctus
  - Confuciusornis dui
  - Confuciusornis feducciai
  - Confuciusornis jianchangensis
- Eoconfuciusornis
  - Eoconfuciusornis zhengi
- Jinzhouornis
  - Jinzhouornis yixianensis
  - Jinzhouornis zhangjiyingia